# Sándor Simó
Pour les articles homonymes, voir Simo (homonymie).
Dans le nom hongrois Simó Sándor, le nom de famille précède le prénom, mais cet article utilise l’ordre habituel en français Sándor Simó, où le prénom précède le nom.
Sándor Simó, né le 7 août 1934 à Budapest et décédé dans la même ville le 4 septembre 2001 , est un réalisateur hongrois.

## Biographie
Sándor Simó est diplômé de l'École supérieure d'art dramatique et cinématographique (Színház- és Filmművészeti Főiskola) de Budapest en 1965.

## Filmographie sélective
- 1969 : Dis-moi bonjour (Szemüvegesek)
- 1971 : A Legszebb férfikor
- 1977 : Apám néhány boldog éve
- 1983 : Viadukt
- 1987 : Isten veletek, barátaim
- 1997 : Franciska vasárnapjai

## Récompense
- Léopard d'or au Festival international de Locarno pour Dis-moi bonjour